# 442 (număr)
442 (patru sute patruzeci și doi) este numărul natural care urmează după 441 și precede pe 443.